# Bartels (cráter)
Bartels es un cráter de impacto situado en el perímetro occidental de la cara visible de la Luna. En este lugar el cráter se divisa lateralmente, y su visibilidad desde la Tierra se ve afectada por la libración. El cráter se puede ver en su totalidad solo desde la órbita lunar. Se encuentra al norte del cráter Moseley y al sursureste de Voskresenskiy.

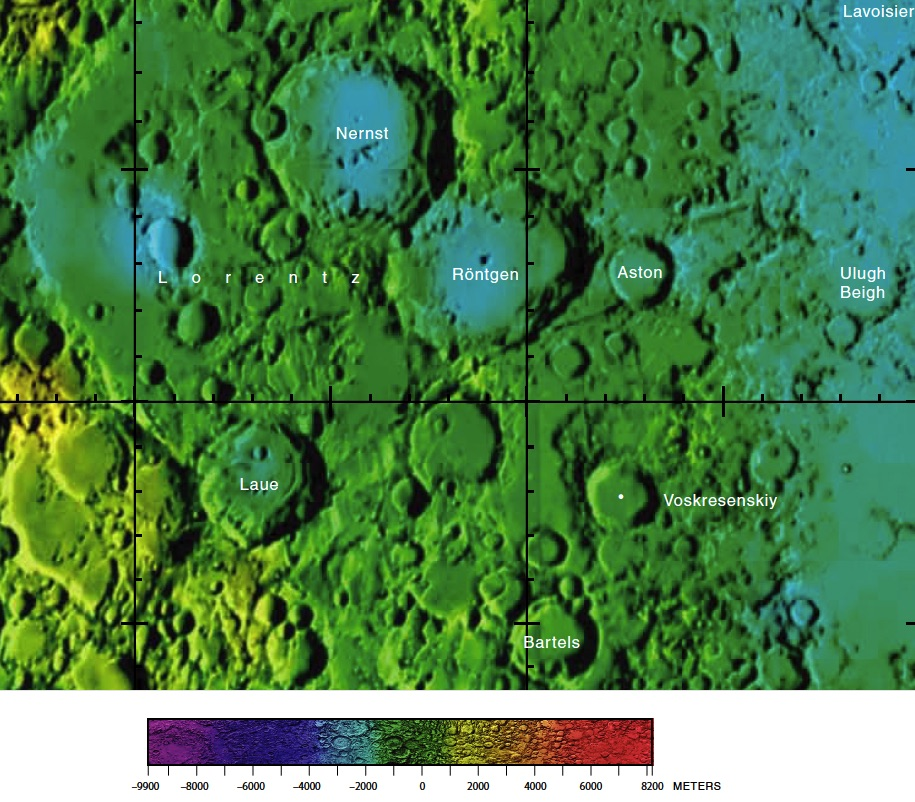
Localización de Bartels (abajo, centro-derecha)

El borde de este cráter está desgastado y erosionado, en particular a lo largo de la cara sur y en el noreste, donde aparece un pequeño cráter superpuesto. El interior forma una plataforma casi llana a excepción de un pequeño pico central desplazado hacia el oeste del punto medio, y se caracteriza por una serie de pequeños cráteres.

## Cráteres satélite

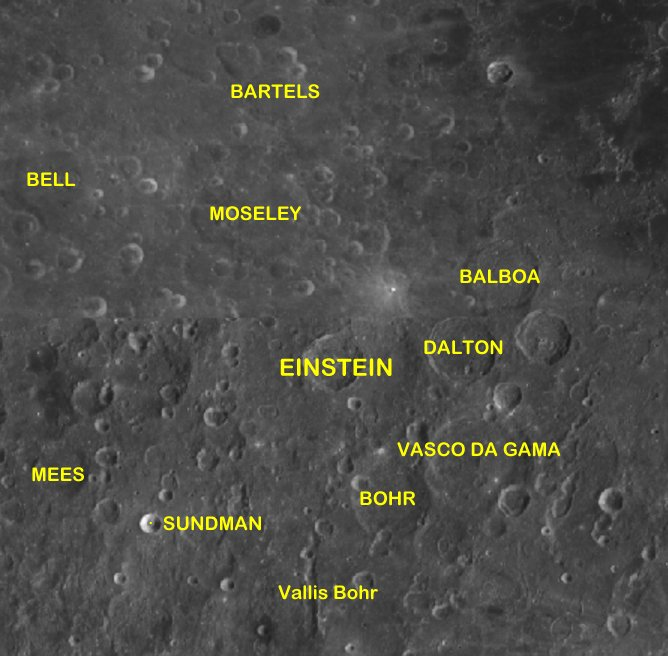
Entorno de Bartels

Por convención estos elementos son identificados en los mapas lunares poniendo la letra en el lado del punto medio del cráter que está más cerca de Bartels.
|         | \| Bartels \| Coordenadas \| Diámetro \| \| ------- \| ----------------------------- \| -------- \| \| A \| 25°42′N 89°36′O / 25.7, -89.6 \| 17 km \| |          |
| Bartels | Coordenadas | Diámetro |
| A       | 25°42′N 89°36′O / 25.7, -89.6 | 17 km    |